# Löwenberger Land
Löwenberger Land település Németországban, azon belül Brandenburgban. Lakosainak száma 8741 fő (2023. december 31.). Löwenberger Land Liebenwalde, Oranienburg, Kremmen, Rüthnick, Herzberg (Mark), Vielitzsee, Sonnenberg, Gransee és Zehdenick községekkel határos.

## Népesség
A település népességének változása:
| Lakosok száma | 7975 | 8157 | 8260 | 8548 | 8732 | 8741 |
|               | 2013 | 2017 | 2019 | 2021 | 2022 | 2023 |